# Laguna Verde (Venezuela)
La Laguna La Verde (Parque nacional Sierra Nevada, estado Mérida, Venezuela) es una laguna glacial de impresionante valor escénico ubicada al pie del Pico Humboldt, el segundo más alto de los Andes venezolanos. Su cuenca hidrográfica se ha formado principalmente por la acción del glaciar La Corona (picos Humboldt y Bonpland). Tiene una superficie de 678 ha, entre los 3900 y los 4950 m s. n. m.  Bioclimáticamente, comprende los pisos altitudinales montano, subalpino, alpino y nival. La vegetación es de pocas especies, se compone principalmente de hierbas como los frailejones (Espeletia) y de arbustos en grupos pequeños y aislados, como el coloradito (Polylepis sp.). Presenta un cauce permanente desde el glaciar, que fluye a través de la laguna El Suero hacia la laguna La Verde. Es la naciente de la quebrada La Coromoto, tributaria de la quebrada La Mucuy, que a su vez drena al río Chama, el principal río de la cordillera de Mérida.
Geológicamente, pertenece al Precámbrico Superior (Grupo Iglesias: gneises gruesos y finos, con biotita o granate y micaesquistos granatíferos), con intrusiones ácidas del Paleozoico Inferior.  Como principales divisiones del paisaje presenta un área de afloramiento de rocas aborregadas, un valle fluvioglaciar escalonado, un valle en forma de U sobre roca, dos circos y un glaciar. Las formas predominantes originadas por procesos de ablación glacial son las rocas aborregadas y las cubetas de sobreexcavación, y las de acumulación glacial, las morrenas. Como principales formas de ablación periglacial se observan las crestas de gelifracción, y de acumulación periglacial, los derrubios de gelifracción. Como principales formas de ablación fluviotorrencial se observan las disecciones del valle, y de acumulación fluviotorrencial, los rellenos de sedimentos fluvioglaciares.
Un factor que influye notablemente en el desarrollo del paisaje es la orientación de las laderas, ya que determina el régimen de insolación, el cual influye en la tasa de gelifración por diferencias de temperatura y en el desarrollo de la vegetación. Los glaciares también están muy influidos por la exposición. Se observa que ellos son más amplios en su vertiente de umbría.